# Badakarya
Badakarya är en administrativ by i Indonesien.   Den ligger i provinsen Jawa Tengah, i den västra delen av landet, 300 km öster om huvudstaden Jakarta. Badakarya ligger vid sjön Waduk Mrica.